# Bhikhi
Bhikhi é uma cidade e uma nagar panchayat no distrito de Mansa, no estado indiano de Punjab.

## Geografia
Bhikhi está localizada a 30° 04′ N, 75° 32′ L. Tem uma altitude média de 219 metros (718 pés).

## Demografia
Segundo o censo de 2001, Bhikhi tinha uma população de 15,078 habitantes. Os indivíduos do sexo masculino constituem 53% da população e os do sexo feminino 47%. Bhikhi tem uma taxa de literacia de 53%, inferior à média nacional de 59.5%; a literacia no sexo masculino é de 57% e no sexo feminino é de 48%. 14% da população está abaixo dos 6 anos de idade.